# Nippon TV Tokyo Verdy Beleza

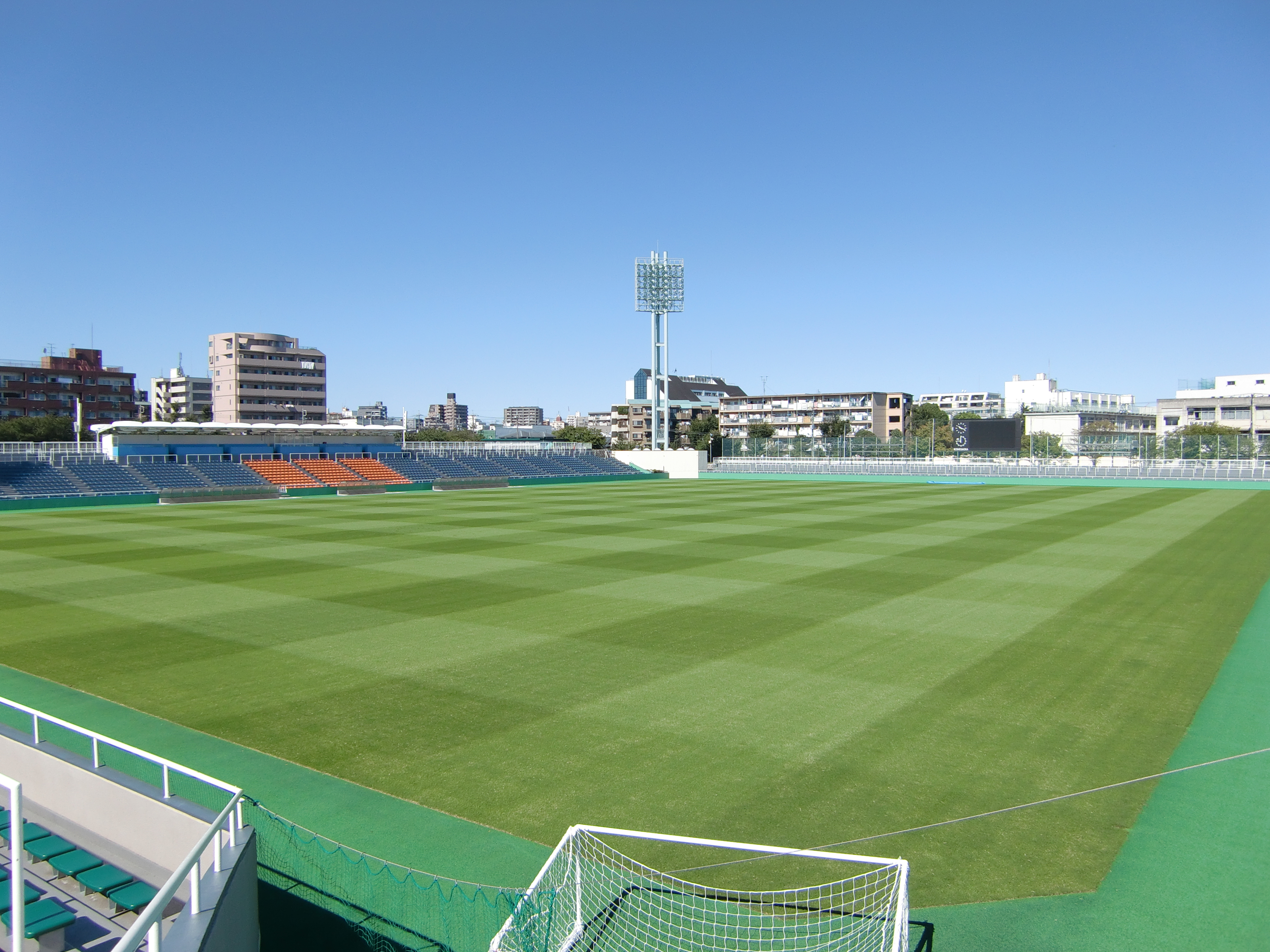
Estádio Nacional de Nishigaoka

O NTV Beleza é um clube de futebol feminino japonês, sediado em Tóquio, Japão. A equipe compete na L. League

## História
O clube foi fundado em 1981 sendo um dos pioneiros do futebol feminino do país.
O nome do clube foi retirado da língua portuguesa.